# Pojedynek w Araluenie
Pojedynek w Araluenie (ang. Duel At Araluen) – czternasty tom serii powieści fantasy Zwiadowcy, napisanych przez australijskiego pisarza Johna Flanagana.

## Opis fabuły
Król Duncan i jego córka, księżniczka Cassandra, są uwięzieni w południowej wieży zamku Araluen. Daleko na północy niewielki oddział Sir Horace’a oraz dowódca Korpusu Zwiadowców Gilan tkwią w starym forcie oblężonym przez Klan Czerwonego Lisa. Młoda zwiadowczyni Maddie musi dotrzeć do drużyny Czapli i przekonać jej przywódcę Hala, by ruszyli na pomoc Horace’owi i Gilanowi.